# (411) Xanthe
(411) Xanthe is een planetoïde uit de hoofdgordel, die op 7 januari 1896 door de Franse astronoom Auguste Charlois werd ontdekt.
Zij ontleent haar naam aan de oceanide Xanthe uit de Griekse mythologie.